# Sosibia brachyptera
Sosibia brachyptera is een insect uit de orde Phasmatodea en de familie Diapheromeridae. De wetenschappelijke naam van deze soort is voor het eerst geldig gepubliceerd in 2004 door Chen & He.